# Liza Pusztai
Liza Pusztai, född 11 maj 2001, är en ungersk fäktare som tävlar i sabel.

## Karriär
Vid världsmästerskapen i fäktning 2022 i Kairo tog Pusztai guld tillsammans med Sugár Katinka Battai, Renáta Katona och Luca Szűcs i lagtävlingen i sabel. Vid världsmästerskapen i fäktning 2023 i Milano tog hon sitt andra VM-guld tillsammans med Sugár Katinka Battai, Anna Márton och Luca Szűcs i lagtävlingen i sabel.